# Земгале (станция)
Зе́мгале (латыш. Zemgale) — бывшая пограничная железнодорожная станция на линии Даугавпилс — Земгале Латвийской железной дороги.

## История
После демаркации латвийско-польской границы, станция Турмонт (ныне Турмантас) оказалась на территории соседнего государства. Возникла необходимость постройки новой, теперь уже пограничной станции. В 1923 году по проекту архитектора Яниса Нея было начато строительство вокзала, который был открыт в 1928 году. Новый вокзал был в числе самых крупных из подобных сооружений, построенных в Латвии до 1940 года.
В ходе военных действий во время Второй мировой войны часть здания была разрушена. После окончания войны станция  функционировала до 1958 года. В наши дни перестроенное здание вокзала используется в качестве костёла Земгальского римско-католического пастората.

## Фото

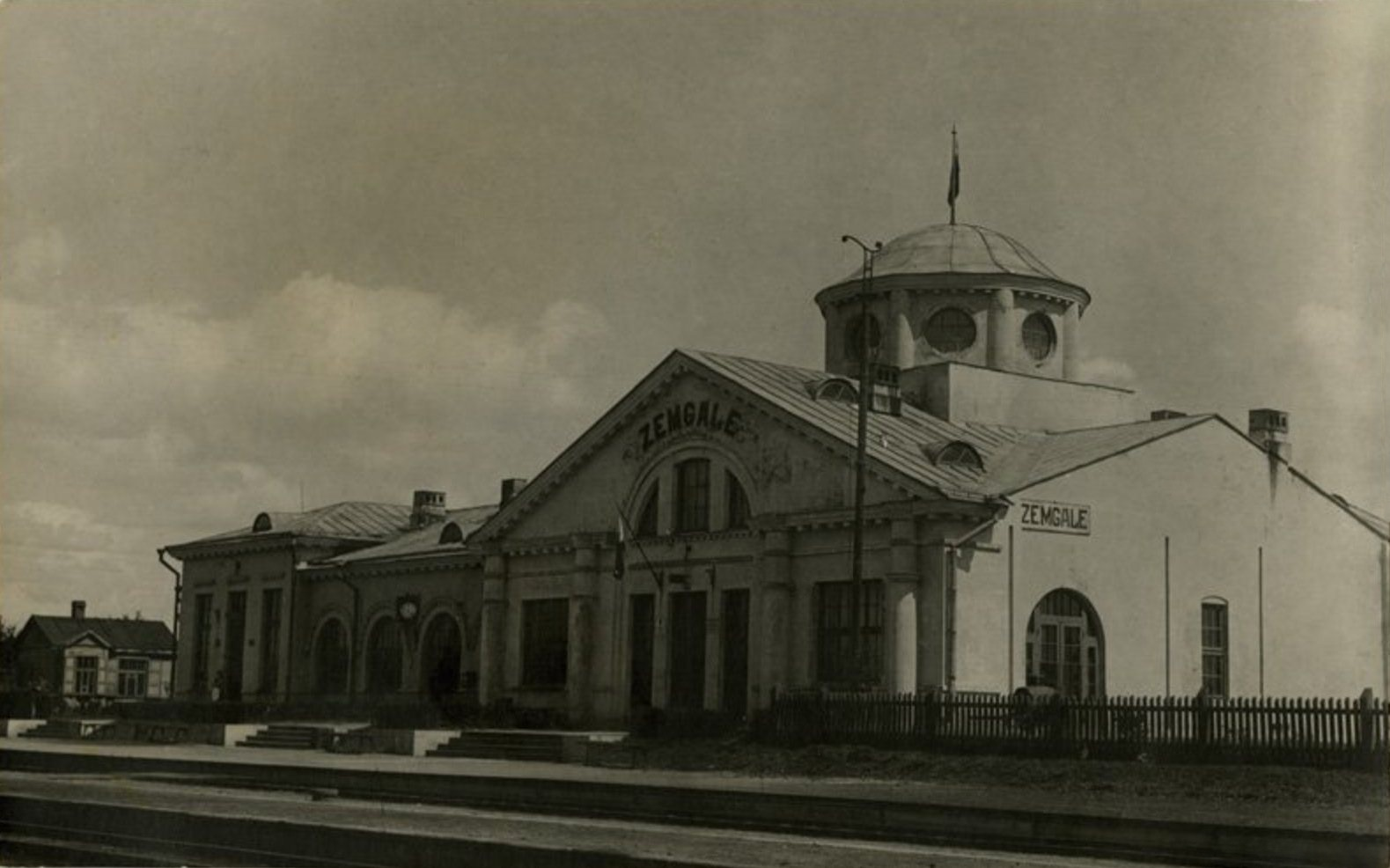
Станция в 1930-е годы